# Croton rutilus
Croton rutilus là một loài thực vật có hoa trong họ Đại kích. Loài này được (Chodat & Hassl.) G.L.Webster mô tả khoa học đầu tiên năm 1992.